# Finn Kalvik
Finn Bjørn Kalvik (født 30. april 1947) er en norsk sanger og musiker, kendt for med sangen "Aldri I Livet" at give Norge sit tredje "nul points" ved Eurovision Song Contest (de første gange var i 1963 med Anita Thallaug og "Solhverv" og i 1978 med Jahn Teigens "Mil etter mil"). Dette skete, ironisk nok, med en sang som var det tætteste Eurovision kom på en ABBA reunion på scenen. Sangen "Aldri I Livet" var nemlig produceret af Benny Andersson, mens der på studieindspilningen var backingvokaler fra Agnetha og Anni-Fried.